# Cantonul Châtillon-sur-Indre
Cantonul Châtillon-sur-Indre este un canton din arondismentul Châteauroux, departamentul Indre, regiunea Centru, Franța.

## Comune
- Arpheuilles
- Châtillon-sur-Indre (reședință)
- Cléré-du-Bois
- Clion
- Fléré-la-Rivière
- Murs
- Palluau-sur-Indre
- Saint-Cyran-du-Jambot
- Saint-Médard
- Le Tranger